# Cantone di Vézelay
Il Cantone di Vézelay era una divisione amministrativa dell'arrondissement di Avallon.
È stato soppresso a seguito della riforma complessiva dei cantoni del 2014, che è entrata in vigore con le elezioni dipartimentali del 2015.
Comprendeva i comuni di:
- Asnières-sous-Bois
- Asquins
- Blannay
- Brosses
- Chamoux
- Châtel-Censoir
- Domecy-sur-Cure
- Foissy-lès-Vézelay
- Fontenay-près-Vézelay
- Givry
- Lichères-sur-Yonne
- Montillot
- Pierre-Perthuis
- Saint-Moré
- Saint-Père
- Tharoiseau
- Vézelay
- Voutenay-sur-Cure